# Johann Erhard Blarer von Wartensee

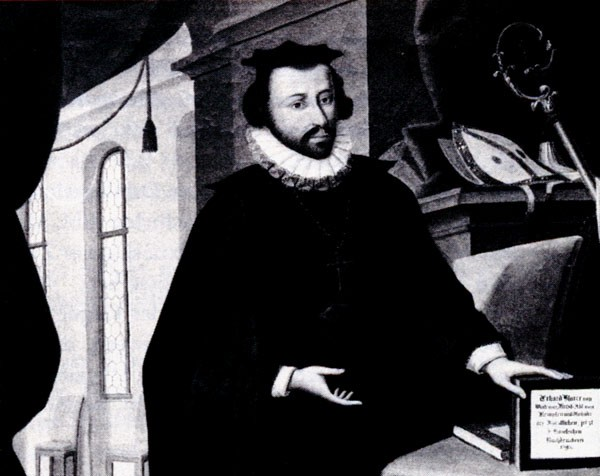
Fürstabt Johann Erhard Blarer von Wartensees

Johann Erhard Blarer von Wartensee (* 1554 in Rapperswil, Herrschaft Rapperswil; † wohl 1594) war von 1587 bis 1594 Fürstabt des Fürststifts Kempten. Als bekannteste Leistung dieses Fürstabts gilt die Gründung der Typographia ducalis Campidonensis um 1593 in Kempten. Der heutige Kösel-Verlag hat seinen Ursprung in dieser ehemaligen Hofbuchdruckerei.
Der Fürstabt entstammt einem Schweizer Uradel, der sich seit 1286 von Wartensee nennt. Johann Erhard Blarer von Wartensee war der Sohn von Johann Kaspar Blarer von Wartensee und Elisabeth von Syrgenstein und kam 1554 in Rapperswil zur Welt. 1584 nahm er als Stiftskapitular an der Abtwahl teil, aus der Dekan Albrecht von Hohenegg als Fürstabt hervorging. Blarer von Wartensee nahm daraufhin dessen Stelle als Dekan ein.
Nach dem Tod Hoheneggs wurde Johann Erhard Blarer von Wartensee Fürstabt zu Kempten. 1593 gründete er die stiftische Buchdruckerei. Unter ihm wurde auch die Landesordnung verbessert. Dem zunehmenden Verfall des Klosterlebens in Kempten während der Regierungszeit von Fürstabt Eberhard von Stein versuchte Wartensee Einhalt zu gebieten, indem die Novizen nun an der Universität Dillingen ihre akademische Bildung erhielten.
Nachfolger des Hofdruckereigründers war Johann Adam Renner von Allmendingen.